# Frédéric Salat-Baroux
Pour les articles homonymes, voir Baroux et Salat.
Frédéric Salat-Baroux, né le 12 juillet 1963 à Paris, est un haut fonctionnaire et avocat français.
Du 2 juin 2005 jusqu'à la fin du mandat de Jacques Chirac, il occupa les fonctions de secrétaire général de la présidence de la République française à l'Élysée.
Conseiller d'État en service ordinaire à partir d'avril 2007, il démissionne du Conseil d'État à compter du 1er septembre 2017 pour se consacrer à sa carrière d'avocat.

## Biographie

### Famille
Issu d'une famille juive de Tunisie, Frédéric est le fils du professeur Jacques Salat-Baroux, gynécologue et pionnier français de la procréation médicalement assistée (PMA).

### Formation et débuts
Titulaire d'une maîtrise de droit des affaires, diplômé de l'Institut d'études politiques de Paris, d'ESCP Europe et de l'École nationale d'administration (promotion Victor-Hugo), il entre en 1991 au Conseil d'État où il est promu maître des requêtes en 1994 et nommé commissaire du gouvernement près l'Assemblée du contentieux et les autres formations de jugement.
Conseiller technique au cabinet d'Alain Juppé à Matignon de 1995 à 1997, chargé de la santé et de la sécurité sociale, il participe ensuite aux travaux de son association France moderne.

### Un proche de Jacques Chirac
En septembre 2000, il rejoint à l'Élysée le cabinet de Jacques Chirac comme conseiller social, remplaçant Philippe Bas, qui vient d'être promu secrétaire général adjoint de la présidence de la République.
De mai 2002 à juin 2005, il est secrétaire général adjoint de la présidence de la République, d'abord aux côtés de Frédéric Lemoine, puis seul, et sous la direction de Philippe Bas jusqu'à la nomination de ce dernier comme ministre délégué dans le gouvernement Dominique de Villepin. Il lui succède alors comme secrétaire général de la présidence de la République.
En 2005-2006, il fut président du conseil d'administration du domaine national de Chambord.
Frédéric Salat-Baroux, qui devait prendre la tête de la Caisse des dépôts et consignations, a décidé d'exercer ses fonctions auprès du président de la République jusqu'à la fin du mandat de celui-ci.
Le 20 avril 2007, il est nommé conseiller d'État, quelques semaines avant l'achèvement du quinquennat de Jacques Chirac.
Comme Jacques Chirac et Claude Chirac, il soutient François Hollande pour l'élection présidentielle de 2012 et se rend au grand meeting du candidat socialiste le 15 avril 2012 devant le château de Vincennes.

### Avocat d'affaires
Le 7 novembre 2007, il prête serment et devient avocat associé de la direction parisienne du cabinet d'affaires Weil, Gotshal & Manges, au sein duquel il dirige une équipe de cinq avocats spécialisée dans le droit public et le droit de la régulation, et œuvrant notamment dans les secteurs de l'énergie et des télécommunications.
Le 1er septembre 2017, il démissionne de la fonction publique d'État.
En 2024, il fait partie du conseil d’administration de l'association Coallia.

### Vie personnelle
Frédéric Salat-Baroux, divorcé d'une première union, est le père de trois enfants : Nicolas, Alexandre et Esther.
Le 11 février 2011, il épouse civilement Claude Chirac, fille de Jacques Chirac, devant le maire de Paris, Bertrand Delanoë, qui célèbre cette union à la mairie du VIe arrondissement de Paris.

## Publications
- Les Lois de bioéthique (avec la collaboration de Jacques Salat-Baroux), Paris, éditions Dalloz, coll. « Dalloz service », 1998, X-119 p.  (ISBN 2-247-0200-3-8)
- De Gaulle-Pétain : Le destin, la blessure, la leçon, Paris, éditions Robert Laffont, juin 2010, 230 p.  (ISBN 978-2-221-11443-8)
- La France est la solution, Paris, éditions Plon, avril 2016, 300 p.  (ISBN 978-2-259-22333-1). Lauréat du prix Edgar-Faure
- Blum le magnifique; Paris (L'Observatoire), 2021.